# Sagittalata yuata
Sagittalata yuata là một loài côn trùng trong họ Mantispidae thuộc bộ Neuroptera. Loài này được C.-k. Yang & Peng miêu tả năm 1998.